# 분할거래
분할거래(Structuring)는 일련의 거래행위로 금융기관의 감독이나 규제를 고의로 피하는 범법을 말한다. 은행 특수용어로 스머핑(smurfing)라고 하기도 한다. 분할거래는 돈세탁, 사기와 기타 경제범죄로 이뤄진다.

## 정의
분할거래는 거대 규모의 현금거래는 일련의 소규모 거래로 치환해 관련규제와 법률을 회피하는 행위로 정의된다.

## 같이 보기
- 살라미 기술